# Liéramont
Liéramont (picardisch: Léramont) ist eine französische Gemeinde mit 212 Einwohnern (Stand 1. Januar 2022) im Département Somme in der Region Hauts-de-France im Norden von Frankreich. Die Gemeinde gehört zum Kanton Péronne.

## Geographie
Die Gemeinde (mit dem Ortsteil Haies Grand-Mère) liegt rund 3,5 km südöstlich von Nurlu an der Kreuzung der Départementsstraßen D72 und D222.

## Geschichte
Die Gemeinde erhielt als Auszeichnung das Croix de guerre 1914–1918.

## Einwohner
| 1962 | 1968 | 1975 | 1982 | 1990 | 1999 | 2006 | 2010 |
| ---- | ---- | ---- | ---- | ---- | ---- | ---- | ---- |
| 299  | 265  | 215  | 197  | 164  | 182  | 198  | 212  |

## Verwaltung
Bürgermeister (maire) ist seit 2001 Régis Douay.